# Wang Si-č’

Detail kopie Wang Si-č’ovy (303–361) Předmluvy ke sbírce básní složených u pavilonu orchidejí, Palácové muzeum, Peking

Wang Si-č’ (čínsky pchin-jinem Wáng Xīzhī, znaky 王羲之, 303–361), byl čínský kaligraf ťinského období. Od 7. století je považován za největšího čínského kaligrafa a mistra všech stylů čínského písma, zejména písma konceptního.

## Jména
Wang Si-č’ používal zdvořilostní jméno Wen-čchang (čínsky pchin-jinem Yìshǎo, znaky 逸少), je přezdíván Mudrc kaligrafie Šu-šeng (čínsky pchin-jinem Shūshèng, znaky zjednodušené 书圣, tradiční 書聖). Ve státních službách dosáhl hodnosti generála armády po pravici jou-ťün ťiang-ťün (右軍將軍), proto byl v čínské literatuře tradičně nazýván „generál Wang“, Wang jou-ťün (čínsky pchin-jinem Wáng yòujūn, znaky zjednodušené 王右军, tradiční 王右軍, doslova „generál zprava Wang“).

## Život a dílo
Wang Si-č’ se narodil roku 303, pocházel z Lin-i v Šan-tungu, ale žil převážně v Šao-singu a Wen-čou v Če-ťiangu.
Patřil k prominentnímu rodu Wangů (v první třetině 3. století reprezentovaném zejména bratranci Wang Tunem a Wang Taoem), ale politická kariéra ho nelákala, proto zastával pouze relativně nevýznamné úřady. Začal ve funkci asistenta v císařské knihovně, později byl vychovatelem jednoho z císařských princů, správcem různých komandérií, naposledy generálem armády po pravici a správcem komandérie Kuej-ťi. Na odpočinku žil v Ťin-tchingu (金庭) v okrese Šan (剡)(moderní městský okres Šeng-čou v Šao-singu).
Miloval umění, věnoval se zejména kaligrafii a dosáhl mistrovství ve vzorovém, kurzivním i konceptním písmu. Kaligrafii studoval u strýce Wang Iho (王廙, 276–322), malé vzorové písmo se prý učil u paní Wej Šuo. Zdokonalil kurzivní písmo Čung Joua. Z jeho sedmi synů a dvou dcer největšího významu dosáhl nejmladší syn Wang Sien-č’, kaligraf takřka stejné úrovně. Dovedným básníkem a kaligrafem byl také druhý Wang Si-č’ův syn Wang Ning-č’ (王凝之, † 399).
K nejdůležitějším dochovaným kopiím textů Wang Si-č’a v kurzivním písmu patří Text obsahující znaky sang luan (喪亂帖, Sang luan tchie) a Dopis Kchung Š’-čungovi (孔侍中帖, Kchung Š’-čung tchie), které jsou od 8. století uchovávány v Japonsku. Psané jsou zcela vyvinutým kurzivním písmem s charakteristickými proměnlivými liniemi psanými na stranu položeným štětcem. Neslavnější dílo Wang Si-č’a v kurzivním písmu je Předmluva ke sbírce básní složených u pavilonu orchidejí (Lan-tching-sü) jím složená a zapsaná 22 den 3 měsíce roku 353 u příležitosti oslav Svátku jarní očisty. Text se nese v taoistickém duchu, a je vysoce ceněným literárním dílem. Z hlediska kaligrafie je Předmluva vrcholným dílem. Psána je kurzivním písmem blížícím se vzorovému, s dokonalou kombinací stability a přesnosti s uvolněností. Generacemi čínských kaligrafů byla oslavována jako „nejlepší kaligrafie v kurzivním písmu pod Nebesy“. Zásluhou Wang Si-č’a se i samotné setkání stalo legendární událostí, mnohokrát zobrazenou v básních, hrách i malbách.
V konceptním písmu je nejslavnější Wang Si-č’ovou prací soubor Dopisů začínajících slovem sedmnáct (十七帖, Š’-čchi tchie) zachovaný v podobě frotáží tchangské kopie. Ve vzorovém písmu jsou nejlepšími jeho Esej o Jüe Im (樂毅論, Jüe I lun) o generálovi období válčících států, taoistický text Kniha žlutého dvora (黃庭經, Chuang tching ťing) a Elogium na portrét Tung-fang Šuoa (東方朔畫贊, Tung-fang Šuo chua can), vše psané plně vyspělým vzorovým písmem.
Dílo Wang Si-č’a, spolu s dílem Wang Sien-č’a ovlivnilo většinu většinu pozdějších čínských kaligrafů. Od 7. století je mimořádně ctěn jako nejslavnější čínský kaligraf všech dob. Jeho dílu a dílu Wang Sien-č’a byla věnována mimořádná pozornost, několik set jejich uchovaných dopisů a poznámek bylo po staletí kopírováno a opisováno. Zachovaly se však pouze kopie a opisy, všechny originály jsou ztraceny.